# Halonaevus
Een halonaevus of naevus van Sutton is een moedervlek waar een bleke rand omheen bestaat. Deze rand (de halo dus) is het gevolg van een ontstekingsreactie die de pigmentproducerende cellen (melanocyten) opruimt, eigenlijk net als bij de auto-immuunziekte vitiligo. De ring is meestal hoogstens zo'n 2 cm breed, en kan in het begin ook rood van kleur zijn. Vaak verdwijnt door deze reactie ook de moedervlek zelf.
Meestal (niet altijd) keert de gewone (bruine) huidskleur na verloop van maanden tot jaren terug. Een behandeling is niet nodig, evt. kan de plek met zelfbruinende crème gecamoufleerd worden.